# 山下英次
山下 英次（やました えいじ、1947年〈昭和22年〉- ）は、日本の経済学者。経済学博士（大阪市立大学）。大阪市立大学名誉教授。アパ日本再興財団懸賞論文・最優秀賞受賞者。国際歴史論戦研究所（IRICH）創設者兼所長。「不当な日本批判をただす学者の会（AACGCJ）」共同創設者兼専務理事。

## 来歴
昭和22年（1947年）、東京府に生まれる。昭和45年（1970年）3月、慶應義塾大学経済学部を卒業。東京銀行勤務を経て、昭和63年（1988年）、大阪市立大学に奉職。同大学経済学部助教授、同大学大学院経済学研究科教授を歴任した。平成23年（2011年）3月、大阪市立大学を定年退官。
その後、欧州大学院（EUI）ロベール・シューマン高等研究所研究員（RSCAS）客員教授を務める傍ら、自由社の中学歴史教科書を共同執筆。国際歴史論戦研究所（IRICH）を創設し所長として活動。また、公益財団法人国際通貨研究所（IIMA）客員研究員を務める。歴史学と経済学に精通し「不当な日本批判を正す学者の会（AACGCJ：Academics' Alliance for Correcting Groundless Criticisms of Japan）」を共同創設しその専務理事となる。育鵬社の高校歴史教科書の執筆を手掛け、共同監修を行っている。

## アパ懸賞論文
アパ日本再興財団の主催による「真の近現代史観」の懸賞論文へは計8回入賞し、これは令和5年（2023年）時点で、応募者の中で最多入賞に数えられる。令和3年（2021年）に募集された、第14回「真の近現代史観」では最優秀「藤 誠志」賞を受賞した。

## 著書
- 『ヨーロッパ通貨統合―その成り立ちとアジアへのレッスン』山下英次著、勁草書房、平成14年（2002年）
- 『東アジア共同体を考える―ヨーロッパに学ぶ地域統合の可能性』山下英次編、ミネルヴァ書房、平成22年（2010年）
- 『国際通貨システムの体制転換 -変動相場制批判再論-』山下英次著、東洋経済新報社、平成22年（2010年）
- 『日本よ歴とした独立国となれ！』山下英次著、ハート出版、令和5年（2023年）

## 補註
1. 1 2 3 4 5 6  『日本よ歴とした独立国となれ！』山下英次著、ハート出版、令和5年（2023年）
2. ↑  “メディア掲載情報　2018年度（大阪市立大学）”. osaka-cu.ac.jp. 2021年10月28日閲覧。
3. ↑  “メンバー – 不当な日本批判を正す学者の会”. 2020年10月2日閲覧。
4. 1 2 3 4  “脇村孝平 (2011)「長沼進一・山下英次両教授退任記念号に寄せて」『経済学雑誌』112巻3号i-iiページ”. dlisv03.media.osaka-cu.ac.jp. 2021年10月28日閲覧。
5. 1 2 3  “『東アジア共同体を考える―ヨーロッパに学ぶ地域統合の可能性』著者等紹介”. www.kinokuniya.co.jp. 2021年10月28日閲覧。